# Bruce B. Kendall
Bruce Biers Kendall (* 28. Februar 1919 in Martinsburg, Dixon County, Nebraska; † 6. Juli 2012 in Napa, Kalifornien) war ein US-amerikanischer Politiker (Republikanische Partei). Von 1963 bis 1964 war er Präsident (Speaker) des Repräsentantenhauses von Alaska.

## Werdegang
Bruce Kendall besuchte die High School in Sioux City (Iowa), ehe er bereits mit 16 Jahren auf einem Handelsschiff zu arbeiten begann, mit dem er weite Reisen unternahm. Ab 1939 lebte er in Anchorage im Alaska-Territorium, wo er als Empfangschef in einem Hotel beschäftigt war. Während des Zweiten Weltkrieges gehörte er zunächst der US Army als Zivilangestellter in Fort Richardson an und diente dann ein Jahr lang bei der Handelsmarine der Vereinigten Staaten. Anschließend kehrte er ins bürgerliche Leben zurück und erwarb ein Hotel in Anchorage sowie Beteiligungen an zwei Taxiunternehmen. Im Verlauf der folgenden Jahre kamen Hotels in Juneau, Valdez und Cordova hinzu.
Im Vorfeld des 1959 erfolgten Beitritts Alaskas als 49. Bundesstaat zur Union wurde Kendall als Republikaner in das erste Repräsentantenhaus von Alaska gewählt, das ab dem 26. Januar 1959 im Alaska State Capitol tagte. Insgesamt absolvierte er nach dreimaliger Wiederwahl dort vier zusammenhängende Legislaturperioden. In den Jahren 1959 und 1961 fungierte er als Minority Leader, also als Fraktionschef der damals noch in der Minderheit der Abgeordneten befindlichen Republikaner. Nachdem seine Partei bei den Wahlen des Jahres 1962 die Mehrheit der Sitze errungen hatte, übernahm er das Amt des Speaker vom Demokraten Warren A. Taylor. Unter anderem war er an den Wiederaufbaubemühungen nach dem Karfreitagsbeben 1964 beteiligt. Als sich die Mehrheitsverhältnisse 1965 wieder umkehrten, musste er den Posten an den Demokraten Mike Gravel abgeben.
Nachdem Kendall in der republikanischen Primary zur Gouverneurswahl 1966 Walter Hickel unterlegen war, wechselte er zur Demokratischen Partei. In die aktive Politik kehrte er aber nur noch ein einziges Mal zurück, als er sich 1978 um einen Sitz im Senat von Alaska bewarb, jedoch gegen die Republikanerin Arliss Sturgulewski verlor. Ansonsten beschränkte er sich auf seine Tätigkeit im Hotel- und Motelgewerbe.